# 北海道中央バス東室蘭ターミナル
北海道中央バス東室蘭ターミナル（ほっかいどうちゅうおうバスひがしむろらんターミナル）は、北海道中央バスが北海道室蘭市に設置していたバスターミナル施設。跡地に同社「東室蘭」バス停が設置されていた。

## 所在地
- 北海道室蘭市東町2丁目8番7号
  - 旧東室蘭バスターミナルは明治生命ビル1Fに入居していた。

## 概要
1984年9月1日開設。同年4月に運行を開始した「高速むろらん号」の発券窓口や待合所機能を兼ね備えた施設として設置された。発車アナウンスも行っていた。合理化のため2004年4月1日のダイヤ改正で発券窓口を廃止、停留所名を「東室蘭」に改称し、2008年3月31日をもって待合室も廃止された。2009年4月1日のダイヤ改正で高速むろらん号の東町ターミナル乗り入れに伴い、「東室蘭」停留所も廃止され、完全に廃止となった。